# Three Sisters (Alberta)
Three Sisters (česky Tři sestry) jsou tři horské vrcholy v kanadských Skalistých horách poblíž města Canmore v Albertě. Jednotlivé názvy vrcholů a jejich nadmořská výška jsou: Big Sister (2936 metrů, Velká sestra), Middle Sister (2769 metrů, Prostřední sestra) a Little Sister (2694 metrů, Malá sestra).

## Historie
Albert Rogers, synovec Alberta Bowmana Rogerse (objevitele Rogersova průsmyku v Selkirkově pohoří), pojmenoval v roce 1883 tyto tři horské vrcholy. Řekl: There had been quite a heavy snowstorm in the night, and when we got up in the morning and looked out of the tent I noticed each of the three peaks had a heavy veil of snow on the north side and I said to the boys, 'Look at the Three Nuns. (V noci byla hustá vánice, a když jsme se ráno probudili a vyšli ze stanu, viděli jsme, že všechny tři vrcholy jsou na severní straně zahaleny závojem silné vrstvy sněhu, a tak jsem řekl chlapcům: “Podívejte se, tři jeptišky.”) Nějakou dobu se vrcholy tří hor jmenovaly Tři jeptišky, ale později byly protestanty přejmenovány na Tři sestry. Jméno bylo poprvé zveřejněno na mapě Georgea Mercera Dawsona v roce 1886, neboť toto pojmenování pokládal za vhodnější.

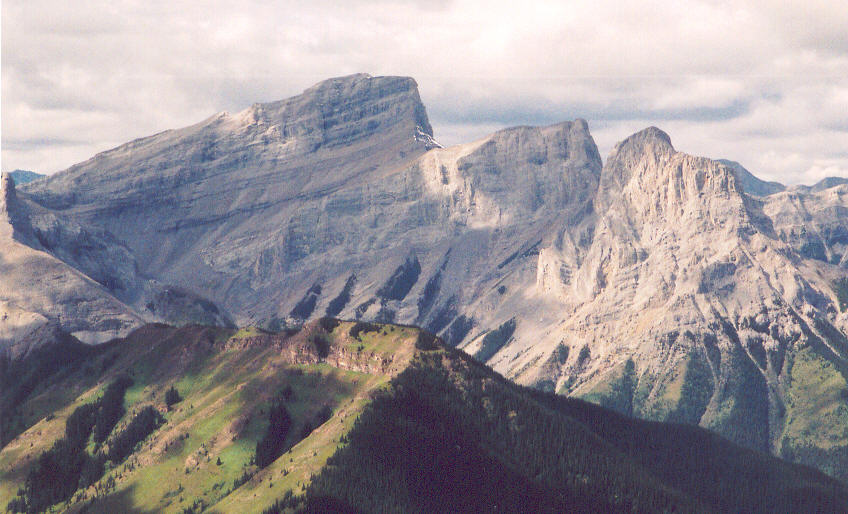
Tree Sisters z Pigeon Mountain
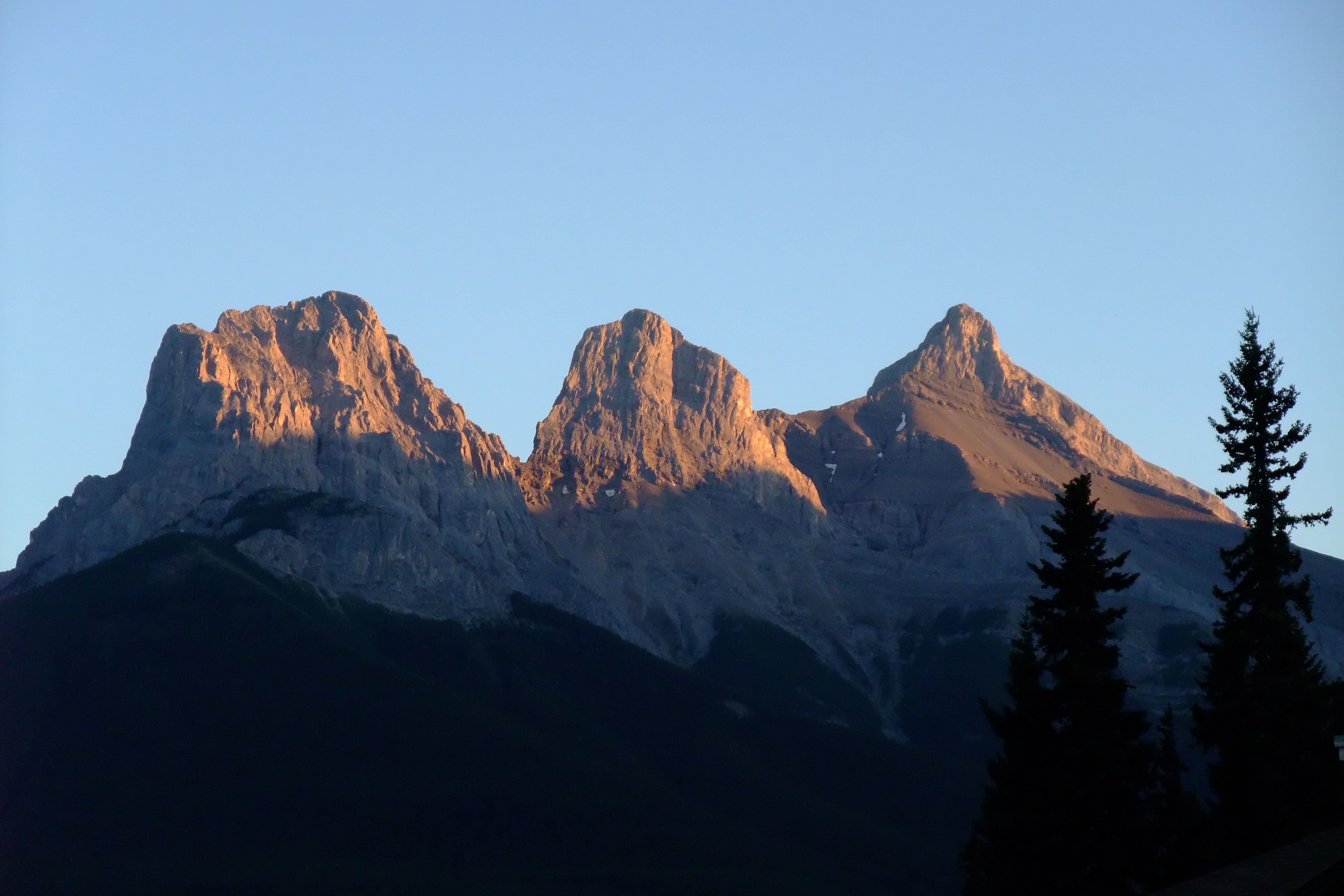
Tree Sisters z Canmore